# Apalocnemis variegata
Apalocnemis variegata är en tvåvingeart som beskrevs av Mario Bezzi 1905. Apalocnemis variegata ingår i släktet Apalocnemis och familjen Brachystomatidae. Inga underarter finns listade i Catalogue of Life.